# كريس بينيت (مغنية)
كريس بينيت (بالإنجليزية: Chris Bennett)‏ هي عازفة الجاز ومغنية وملحنة ومغنية مؤلفة أمريكية، ولدت في 2 أغسطس 1948 في مارشال في الولايات المتحدة.

## وصلات خارجية
- الموقع الرسمي
- كريس بينيت على موقع IMDb (الإنجليزية)
- كريس بينيت على موقع ميوزك برينز (الإنجليزية)
- كريس بينيت على موقع ديسكوغز (الإنجليزية)